# Juan Pablo Barinaga
Juan Pablo Barinaga (Paraná, 13 giugno 2000) è un calciatore argentino, centrocampista del Patronato.

## Carriera
Cresciuto nel settore giovanile del Patronato, debutta in prima squadra il 14 dicembre 2020, in occasione dell'incontro della Copa Diego Armando Maradona perso per 4-0 contro il Rosario Central.

## Statistiche

### Presenze e reti nei club
Statistiche aggiornate all'8 dicembre 2022.
| Stagione         | Squadra          | Campionato       | Campionato | Campionato | Coppe nazionali | Coppe nazionali | Coppe nazionali | Coppe continentali | Coppe continentali | Coppe continentali | Altre coppe | Altre coppe | Altre coppe | Totale | Totale |
| Stagione         | Squadra          | Comp             | Pres       | Reti       | Comp            | Pres            | Reti            | Comp               | Pres               | Reti               | Comp        | Pres        | Reti        | Pres   | Reti   |
| ---------------- | ---------------- | ---------------- | ---------- | ---------- | --------------- | --------------- | --------------- | ------------------ | ------------------ | ------------------ | ----------- | ----------- | ----------- | ------ | ------ |
| 2020             | Patronato        |                  | -          | -          | CdL             | 5               | 0               |                    | -                  | -                  |             | -           | -           | 5      | 0      |
| 2021             | Patronato        | PD               | 0          | 0          | CA+CdL          | 0+5             | 0               |                    | -                  | -                  |             | -           | -           | 5      | 0      |
| 2022             | Patronato        | PD               | 11         | 0          | CA+CdL          | 2+2             | 0               |                    | -                  | -                  |             | -           | -           | 15     | 0      |
| Totale Patronato | Totale Patronato | Totale Patronato | 11         | 0          |                 | 14              | 0               |                    | -                  | -                  |             | -           | -           | 25     | 0      |
| Totale carriera  | Totale carriera  | Totale carriera  | 11         | 0          |                 | 14              | 0               |                    | -                  | -                  |             | -           | -           | 25     | 0      |

## Palmarès

### Club

#### Competizioni nazionali
- Copa Argentina: 1

Patronato: 2022